# Rede Amazônica Humaitá
Rede Amazônica Humaitá é uma estação de televisão brasileira com sede em Humaitá, cidade do estado de Amazonas. Opera nos canais 6 VHF analógico e 15 UHF digital e é afiliada à TV Globo. Pertence ao Grupo Rede Amazônica.

## História

### TV Humaitá (1983-2015)
A TV Humaitá foi inaugurada em dezembro de 1983, em uma parceria da Rede Amazônica com o poder público e representantes do comércio e da comunidade de Humaitá, que adquiriram os equipamentos em conjunto. Assim como as demais emissoras da Rede Amazônica no estado, a TV Humaitá iniciou suas atividades afiliada à Rede Bandeirantes. Em 1986, com a transição da Rede Globo entre a TV Ajuricaba e a TV Amazonas, a estação também deixou a Bandeirantes e tornou-se afiliada à rede carioca.
Em 18 de dezembro de 2014, como parte das comemorações pelos 31 anos da emissora, a TV Humaitá recebeu investimentos na compra de novos equipamentos e na construção de uma nova sede. A inauguração das novas instalações teve uma cerimônia com a presença de autoridades como vereadores, secretários e o prefeito de Humaitá Dedei Lobo. O evento foi registrado por uma equipe da Rede Amazônica Porto Velho.

### Rede Amazônica Humaitá (2015-presente)
Em 3 de janeiro de 2015, a emissora abandonou a nomenclatura TV Humaitá, passando a ser chamada de Rede Amazônica Humaitá. Em 2016, dois anos após a Rede Amazônica prometer a presença de uma equipe de reportagem local na cidade, o então administrador Raolin Magalhães passou a atuar como repórter, e a estação passou a enviar reportagens para os telejornais da rede.
Em 8 de julho de 2020, o repórter da emissora Lucas Lobo foi agredido fisicamente pelo ex-prefeito Herivâneo Seixas, enquanto tentava entrevistá-lo sobre a investigação do Ministério Público do Amazonas que apurava a contratação de uma empresa para fornecimento de testes rápidos para a detecção de COVID-19 sem licitação. O político ainda arrancou o microfone e levou para o carro, além de tomar e quebrar o celular do jornalista, que registrou ocorrência na delegacia.
Em 23 de junho de 2023, a Rede Amazônica anunciou que a Rede Amazônia Humaitá passaria a contar com jornalismo local e exibir anúncios locais, passando a ser oficialmente considerada uma afiliada da TV Globo. As mudanças na estação de Humaitá foram anunciadas junto com a inauguração da Rede Amazônica Coari.
Em 3 de julho de 2023, a Rede Amazônica Humaitá passou a exibir pela primeira vez uma edição local própria de um telejornal após 39 anos, com a estreia do Jornal do Amazonas 2ª Edição, apresentado por Karla Melo. Assim como nas demais emissoras do grupo no interior dos estados, o telejornal é gerado nos estúdios da Rede Amazônica em Manaus.

## Sinal digital
| Canal virtual | Canal digital | Resolução de tela | Programação                                             |
| ------------- | ------------- | ----------------- | ------------------------------------------------------- |
| 6.1           | 15 UHF        | 1080i             | Programação principal da Rede Amazônica Humaitá / Globo |

A então TV Humaitá foi autorizada a operar no sinal digital através do canal 15 UHF em 30 de julho de 2012. A estação iniciou as operações nesta tecnologia em 30 de junho de 2023.

## Programas
Além de retransmitir a programação nacional da TV Globo e estadual da Rede Amazônica Manaus, a Rede Amazônica Humaitá exibe o seguinte programa:
- Jornal do Amazonas 2ª Edição: Telejornal, com Karla Melo;[nota 1]

## Equipe

### Membros atuais
- Karla Melo[12]
- Raolin Magalhães[6]

### Membros antigos
- Lucas Lobo[7]